# 梅讷夫雷
梅讷夫雷（法語：Mennevret，法語發音：[mɛnəvʁɛ]）是法国上法蘭西大區埃纳省的一个市镇，属于韦尔万区。

## 地理
梅讷夫雷（49°59'5"N, 3°33'22"E）面积11.89 平方千米，位于法国上法蘭西大區埃纳省，该省份为法国北部内陆省份，北起北部省，西接索姆省和瓦兹省，东临阿登省和马恩省，西南至塞纳-马恩省，东北部与比利时接壤。
与梅讷夫雷接壤的市镇（或旧市镇、城区）包括：格鲁吉、瑟邦库尔、蒂皮尼、拉瓦莱米拉特尔、沃-昂迪尼、小韦尔利、瓦西尼。

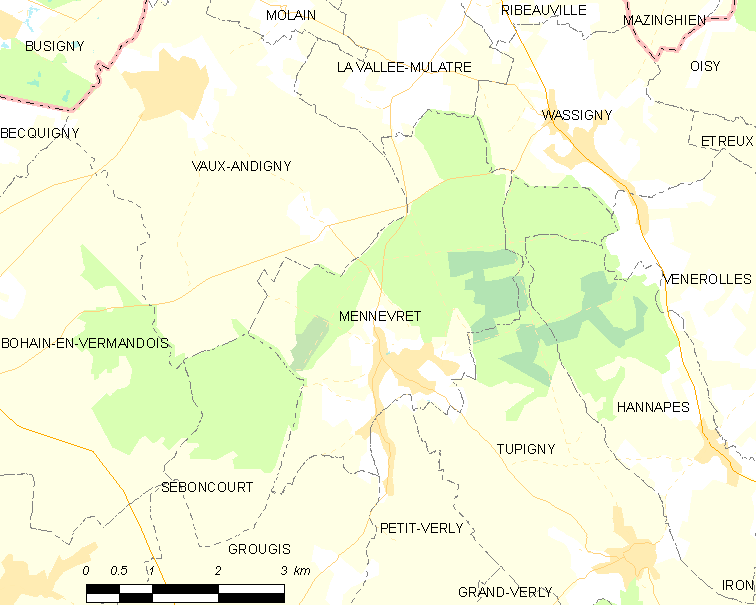
梅讷夫雷的OSM定位图

梅讷夫雷的时区为UTC+01:00、UTC+02:00（夏令时）。

## 行政
梅讷夫雷的邮政编码为02630，INSEE市镇编码为02476。

## 政治
梅讷夫雷所属的省级选区为吉斯县。

## 人口

1962-2008年间梅讷夫雷人口变化图示

梅讷夫雷于2022年1月1日时的人口数量为654人。